# Tournoi masculin de hockey sur gazon aux Jeux panaméricains de 2019
Navigation
2015 2023
Le tournoi masculin de hockey sur gazon aux Jeux panaméricains de 2019 se tient à Lima, au Pérou, du 30 juillet au 10 août 2019, c'est la 14e édition de cet événement.
Le vainqueur de la compétition se qualifie directement pour les Jeux olympiques d'été de 2020.

## Équipes qualifiées
Au total, huit équipes se qualifieront pour participer aux jeux. Le pays hôte (Pérou) a reçu une qualification automatique. Les deux premières équipes aux Jeux d'Amérique centrale et des Caraïbes de 2018 et Jeux sud-américains de 2018 sont également qualifiées. Les deux premières équipes pas encore qualifiées via la Coupe de Pan-Amérique 2017 (après prise en compte des résultats des deux tournois ci-dessus) sont également qualifiées. Si le Canada et/ou les États-Unis ne se sont pas encore qualifiés, un barrages entre les nations et le troisième classé aux Coupes de Pan-Amérique aura lieu. Si les deux nations se qualifient, les barrages ne seront pas nécessaires et l'équipe classée troisième à chaque Coupe panaméricaine se qualifiera . La Fédération panaméricaine de hockey (PAHF) a officiellement annoncé les équipes qualifiées le 10 septembre 2018.
| Événement                                        | Dates           | Lieu         | Qualifiés                             | Rang FIH | Poule |
| ------------------------------------------------ | --------------- | ------------ | ------------------------------------- | -------- | ----- |
| Pays hôte                                        | Pays hôte       | Pays hôte    | Pérou                                 | 55       | B     |
| Jeux sud-américains de 2018                      | 29 mai - 6 juin | Cochabamba   | Argentine Chili                       | 4 28     | A     |
| Jeux d'Amérique centrale et des Caraïbes de 2018 | 21 - 29 juillet | Barranquilla | Mexique Cuba                          | 32 69    | B A   |
| Coupe de Pan-Amérique 2017                       | 4 - 12 août     | Lancaster    | Canada* États-Unis* Trinité-et-Tobago | 10 24 37 | B A   |

- Un barrage n'est pas nécessaire, le Canada et les États-Unis étant les deux meilleures équipes non qualifiées via la Coupe de Pan-Amérique 2017.

## Résultats
Le calendrier officiel est révélé le 10 janvier 2019.
Toutes les heures correspondent à l'heure du Pérou (UTC-5).

### Tour préliminaire

#### Poule A
| Rang | Équipe            | Pts | J | V | N | P | BP | BC | Diff |
| ---- | ----------------- | --- | - | - | - | - | -- | -- | ---- |
| 1    | Argentine         | 9   | 3 | 3 | 0 | 0 | 20 | 1  | +19  |
| 2    | Chili             | 6   | 3 | 2 | 0 | 1 | 7  | 5  | +2   |
| 3    | Cuba              | 3   | 3 | 1 | 0 | 2 | 3  | 15 | -12  |
| 4    | Trinité-et-Tobago | 0   | 3 | 0 | 0 | 3 | 2  | 11 | -9   |

Source: FIH
| 30 juillet 2019 | Argentine                                             | 5 - 1   | Chili       |                                         |                                         |
| 10h00           | Tolini 3e, 5e · Ferreiro 8e · Martínez 26e · Vila 29e | (5 - 0) | 35e Becerra | Arbitrage : Peter Wright Gus Soteriades | Arbitrage : Peter Wright Gus Soteriades |
| 10h00           | Rapport                                               |         |             | Arbitrage : Peter Wright Gus Soteriades | Arbitrage : Peter Wright Gus Soteriades |

|       | Trinité-et-Tobago       | 2 - 3   | Cuba                              |                                         |                                         |
| 12h00 | Browne 19e · Pierre 49e | (1 - 1) | 22e, 50e Consuegra · 51e Aguilera | Arbitrage : Tyler Klenk Benjamin Peters | Arbitrage : Tyler Klenk Benjamin Peters |
| 12h00 | Rapport                 |         |                                   | Arbitrage : Tyler Klenk Benjamin Peters | Arbitrage : Tyler Klenk Benjamin Peters |

| 1er août 2019 | Chili                                          | 4 - 0   | Cuba |                                                |                                                |
| 14h00         | N. Renz 14e, 16e · Richter 36e · Fer. Renz 60e | (2 - 0) |      | Arbitrage : Gus Soteriades Jonathan Altamirano | Arbitrage : Gus Soteriades Jonathan Altamirano |
| 14h00         | Rapport                                        |         |      | Arbitrage : Gus Soteriades Jonathan Altamirano | Arbitrage : Gus Soteriades Jonathan Altamirano |

|       | Argentine                                                                | 6 - 0   | Trinité-et-Tobago |                                              |                                              |
| 16h00 | Tolini 2e · Mazzilli 25e, 45e · Paredes 29e · Casella 41e · Martínez 49e | (3 - 0) |                   | Arbitrage : Rodrigo Rivadeneira Deepak Joshi | Arbitrage : Rodrigo Rivadeneira Deepak Joshi |
| 16h00 | Rapport                                                                  |         |                   | Arbitrage : Rodrigo Rivadeneira Deepak Joshi | Arbitrage : Rodrigo Rivadeneira Deepak Joshi |

| 3 août 2019 | Chili                       | 2 - 0   | Trinité-et-Tobago |                                             |                                             |
| 10h00       | Rodriguez 15e · Amoroso 37e | (1 - 0) |                   | Arbitrage : Tyler Klenk Jonathan Altamirano | Arbitrage : Tyler Klenk Jonathan Altamirano |
| 10h00       | Rapport                     |         |                   | Arbitrage : Tyler Klenk Jonathan Altamirano | Arbitrage : Tyler Klenk Jonathan Altamirano |

|       | Argentine                                                                                          | 9 - 0   | Cuba |                                            |                                            |
| 14h00 | Tolini 11e, 46e · Martínez 15e, 42e · Fernández 40e · Mazzilli 51e · Keenan 53e · Casella 55e, 58e | (2 - 0) |      | Arbitrage : Benjamin Peters Gus Soteriades | Arbitrage : Benjamin Peters Gus Soteriades |
| 14h00 | Rapport                                                                                            |         |      | Arbitrage : Benjamin Peters Gus Soteriades | Arbitrage : Benjamin Peters Gus Soteriades |

#### Poule B
| Rang | Équipe     | Pts | J | V | N | P | BP | BC | Diff |
| ---- | ---------- | --- | - | - | - | - | -- | -- | ---- |
| 1    | Canada     | 9   | 3 | 3 | 0 | 0 | 23 | 2  | +21  |
| 2    | États-Unis | 6   | 3 | 2 | 0 | 1 | 21 | 5  | +16  |
| 3    | Mexique    | 3   | 3 | 1 | 0 | 2 | 10 | 12 | -2   |
| 4    | Pérou      | 0   | 3 | 0 | 0 | 3 | 3  | 38 | -35  |

Source: FIH
| 30 juillet 2019 | Canada                                                 | 5 - 1   | Mexique     |                                        |                                        |
| 14h00           | Scholfield 7e, 39e · Pearson 28e, 30e · K. Pereira 54e | (3 - 0) | 34e Aguilar | Arbitrage : Federico Silva Hugo Romero | Arbitrage : Federico Silva Hugo Romero |
| 14h00           | Rapport                                                |         |             | Arbitrage : Federico Silva Hugo Romero | Arbitrage : Federico Silva Hugo Romero |

|       | Pérou   | 0 - 16  | États-Unis |                                       |                                       |
| 16h00 |         | (0 - 8) | 2e, 51e A. Kaeppeler · 2e Harris · 3e, (2x)10e, 46e, 55e Huisman · 6e, 26e Cicchi · 8e, 39e Montilla · 31e, 45e Singh · 46e Orozco · 49e Barratt | Arbitrage : Deepak Joshi Reinier Diaz | Arbitrage : Deepak Joshi Reinier Diaz |
| 16h00 | Rapport |         | | Arbitrage : Deepak Joshi Reinier Diaz | Arbitrage : Deepak Joshi Reinier Diaz |

| 1er août 2019 | Pérou                            | 2 - 8   | Mexique                                                                          |                                      |                                      |
| 10h00         | Valakivi 49e · Diaz Espinosa 55e | (0 - 2) | 3e, 54e Sosa · 30e, 33e Aguilar · 41e, 57e Villegas · 54e Sandoval · 60e Estrada | Arbitrage : Reinier Diaz Hugo Romero | Arbitrage : Reinier Diaz Hugo Romero |
| 10h00         | Rapport                          |         |                                                                                  | Arbitrage : Reinier Diaz Hugo Romero | Arbitrage : Reinier Diaz Hugo Romero |

|       | Canada                                           | 4 - 0   | États-Unis |                                         |                                         |
| 12h00 | Johnston 4e, 11e · Pearson 18e · Kirkpatrick 38e | (3 - 0) |            | Arbitrage : Federico Silva Peter Wright | Arbitrage : Federico Silva Peter Wright |
| 12h00 | Rapport                                          |         |            | Arbitrage : Federico Silva Peter Wright | Arbitrage : Federico Silva Peter Wright |

| 3 août 2019 | États-Unis                                                      | 5 - 1   | Mexique      |                                       |                                       |
| 12h00       | Montilla 26e, 55e · Sundeen 41e · Harris 43e · A. Kaeppeler 54e | (1 - 0) | 41e Terminel | Arbitrage : Peter Wright Reinier Diaz | Arbitrage : Peter Wright Reinier Diaz |
| 12h00       | Rapport                                                         |         |              | Arbitrage : Peter Wright Reinier Diaz | Arbitrage : Peter Wright Reinier Diaz |

|       | Pérou            | 1 - 14  | Canada |                                         |                                         |
| 16h00 | Diaz Espinosa 8e | (1 - 7) | 3e I. Smythe · 4e Johnston · 4e, 36e Wallace · 14e, 57e Tupper · 22e S. Panesar · 26e, 55e K. Pereira · 27e, 41e, 44e Scholfield · 33e, 42e Pearson | Arbitrage : Federico Silva Deepak Joshi | Arbitrage : Federico Silva Deepak Joshi |
| 16h00 | Rapport          |         | | Arbitrage : Federico Silva Deepak Joshi | Arbitrage : Federico Silva Deepak Joshi |

### Tour final
|  | Quarts de finale  | Quarts de finale |           |            | Demi-finales           | Demi-finales |  |  | Finale | Finale |
|  | Quarts de finale  | Quarts de finale |           |            | Demi-finales           | Demi-finales |  |  | Finale | Finale |
|  |                   |                  |           |            |                        |              |  |  |        |        |
|  |                   |                  |           |            |                        |              |  |  |        |        |
|  |                   |                  |           |            |                        |              |  |  |        |        |
|  | Pérou             | 1                |           |            |                        |              |  |  |        |        |
|  | Pérou             | 1                |           |            |                        |              |  |  |        |        |
|  | Argentine         | 14               |           |            |                        |              |  |  |        |        |
|  | Argentine         | 14               | Argentine | 5          |                        |              |  |  |        |        |
|  |                   |                  | Argentine | 5          |                        |              |  |  |        |        |
|  |                   | États-Unis       | 0         |            |                        |              |  |  |        |        |
|  | États-Unis        | États-Unis       | 0         | 5          |                        |              |  |  |        |        |
|  | États-Unis        |                  |           | 5          |                        |              |  |  |        |        |
|  | Cuba              | 1                |           |            |                        |              |  |  |        |        |
|  | Cuba              | 1                | Argentine | 5          |                        |              |  |  |        |        |
|  |                   |                  | Argentine | 5          |                        |              |  |  |        |        |
|  |                   | Canada           | 2         |            |                        |              |  |  |        |        |
|  | Canada            | Canada           | 2         | 5          |                        |              |  |  |        |        |
|  | Canada            |                  |           | 5          |                        |              |  |  |        |        |
|  | Trinité-et-Tobago | 1                |           |            |                        |              |  |  |        |        |
|  | Trinité-et-Tobago | 1                | Canada    | 3          |                        |              |  |  |        |        |
|  |                   |                  | Canada    | 3          | Match pour la 3e place |              |  |  |        |        |
|  |                   | Chili            | 2         |            |                        |              |  |  |        |        |
|  | Chili             | Chili            | 2         | 2          |                        |              |  |  |        |        |
|  | Chili             |                  |           | 2          |                        |              |  |  |        |        |
|  | Mexique           | 0                |           | États-Unis | 2                      |              |  |  |        |        |
|  | Mexique           | 0                |           | États-Unis | 2                      |              |  |  |        |        |
|  |                   |                  |           |            |                        |              |  |  | Chili  | 1      |
|  |                   |                  |           |            |                        |              |  |  | Chili  | 1      |

|  | Demi-finales      | Demi-finales |                   |   | 5e place | 5e place |
|  | Demi-finales      | Demi-finales |                   |   | 5e place | 5e place |
|  |                   |              |                   |   |          |          |
|  |                   |              |                   |   |          |          |
|  |                   |              |                   |   |          |          |
|  | Pérou             | 0            |                   |   |          |          |
|  | Pérou             | 0            |                   |   |          |          |
|  | Cuba              | 7            |                   |   |          |          |
|  | Cuba              | 7            | Trinité-et-Tobago | 2 |          |          |
|  |                   |              | Trinité-et-Tobago | 2 |          |          |
|  |                   | Cuba         | 1                 |   |          |          |
|  | Mexique           | Cuba         | 1                 | 0 |          |          |
|  | Mexique           |              |                   | 0 |          |          |
|  | Trinité-et-Tobago | 3            |                   |   |          |          |
|  | Trinité-et-Tobago | 3            | 7e place          |   |          |          |
|  |                   |              |                   |   |          |          |
|  |                   |              |                   |   |          |          |
|  |                   |              |                   |   |          |          |
|  | Pérou             | 0            |                   |   |          |          |
|  | Pérou             | 0            |                   |   |          |          |
|  | Mexique           | 6            |                   |   |          |          |
|  | Mexique           | 6            |                   |   |          |          |

#### Quarts de finale
| 5 août 2019 | Pérou             | 1 - 14  | Argentine |                                                 |                                                 |
| 13h30       | Diaz Espinosa 30e | (1 - 7) | 2e, 35e, 57e Tolini · 6e Rey · 13e, 60e Ferreiro · 19e Martínez · 20e, 49e Paredes · 21e, 25e, 39e, 43e 47e Casella | Arbitrage : Benjamin Peters Jonathan Altamirano | Arbitrage : Benjamin Peters Jonathan Altamirano |
| 13h30       | Rapport           |         | | Arbitrage : Benjamin Peters Jonathan Altamirano | Arbitrage : Benjamin Peters Jonathan Altamirano |

|       | Chili                       | 2 - 0   | Mexique |                                      |                                      |
| 15h45 | Fel. Renz 22e · Richter 54e | (1 - 0) |         | Arbitrage : Peter Wright Hugo Romero | Arbitrage : Peter Wright Hugo Romero |
| 15h45 | Rapport                     |         |         | Arbitrage : Peter Wright Hugo Romero | Arbitrage : Peter Wright Hugo Romero |

|       | États-Unis                                                   | 5 - 1   | Cuba          |                                        |                                        |
| 18h00 | Harris 36e · A. Kaeppeler 40e · Huisman 41e, 51e · Singh 51e | (0 - 0) | 38e Consuegra | Arbitrage : Federico Silva Tyler Klenk | Arbitrage : Federico Silva Tyler Klenk |
| 18h00 | Rapport                                                      |         |               | Arbitrage : Federico Silva Tyler Klenk | Arbitrage : Federico Silva Tyler Klenk |

|       | Canada                                                     | 5 - 1   | Trinité-et-Tobago |                                         |                                         |
| 20h15 | I. Smythe 2e · Pearson 10e · Bissett 47e · Tupper 49e, 56e | (2 - 1) | 6e Browne         | Arbitrage : Deepak Joshi Gus Soteriades | Arbitrage : Deepak Joshi Gus Soteriades |
| 20h15 | Rapport                                                    |         |                   | Arbitrage : Deepak Joshi Gus Soteriades | Arbitrage : Deepak Joshi Gus Soteriades |

#### Demi-finales pour la cinquième place
| 8 août 2019 | Pérou   | 0 - 7   | Cuba                                                                                               |                                                                          |                                                                          |
| 09h30       |         | (0 - 1) | 27e Lopez · 38e Aguilera · 44e Somonte · 48e Consuegra · 50e Tritzant · 53e Calderon · 54e Sanchez | Arbitrage : Peter Wright Jonathan Altamirano Arbitre vidéo : Tyler Klenk | Arbitrage : Peter Wright Jonathan Altamirano Arbitre vidéo : Tyler Klenk |
| 09h30       | Rapport |         | | Arbitrage : Peter Wright Jonathan Altamirano Arbitre vidéo : Tyler Klenk | Arbitrage : Peter Wright Jonathan Altamirano Arbitre vidéo : Tyler Klenk |

|       | Mexique | 0 - 3   | Trinité-et-Tobago                      |                                                                         |                                                                         |
| 11h45 |         | (0 - 0) | 43e, 47e Te. Marcano · 47e Ta. Marcano | Arbitrage : Benjamin Peters Reinier Diaz Arbitre vidéo : Gus Soteriades | Arbitrage : Benjamin Peters Reinier Diaz Arbitre vidéo : Gus Soteriades |
| 11h45 | Rapport |         |                                        | Arbitrage : Benjamin Peters Reinier Diaz Arbitre vidéo : Gus Soteriades | Arbitrage : Benjamin Peters Reinier Diaz Arbitre vidéo : Gus Soteriades |

#### Demi-finales pour la première place
| 8 août 2019 | Argentine                                                         | 5 - 0   | États-Unis |                                                                  |                                                                  |
| 15h00       | Paredes 5e · Vila 14e · Mazzilli 20e · Casella 45e · Martínez 59e | (3 - 0) |            | Arbitrage : Tyler Klenk Hugo Romero Arbitre vidéo : Deepak Joshi | Arbitrage : Tyler Klenk Hugo Romero Arbitre vidéo : Deepak Joshi |
| 15h00       | Rapport                                                           |         |            | Arbitrage : Tyler Klenk Hugo Romero Arbitre vidéo : Deepak Joshi | Arbitrage : Tyler Klenk Hugo Romero Arbitre vidéo : Deepak Joshi |

|       | Canada                         | 3 - 2   | Chili              |                                                                      |                                                                      |
| 17h15 | Tupper 19e, 55e · Johnston 43e | (1 - 1) | 23e, 54e Rodriguez | Arbitrage : Deepak Joshi Gus Soteriades Arbitre vidéo : Peter Wright | Arbitrage : Deepak Joshi Gus Soteriades Arbitre vidéo : Peter Wright |
| 17h15 | Rapport                        |         |                    | Arbitrage : Deepak Joshi Gus Soteriades Arbitre vidéo : Peter Wright | Arbitrage : Deepak Joshi Gus Soteriades Arbitre vidéo : Peter Wright |

#### Septième et huitième place
| 10 août 2019 | Pérou   | 0 - 6   | Mexique                                                           |                                                                         |                                                                         |
| 09h30        |         | (0 - 3) | 21e, 22e, 51e Mendez · 30e Castillo · 49e Aguilar · 58e Hernández | Arbitrage : Benjamin Peters Reinier Diaz Arbitre vidéo : Ayanna McClean | Arbitrage : Benjamin Peters Reinier Diaz Arbitre vidéo : Ayanna McClean |
| 09h30        | Rapport |         |                                                                   | Arbitrage : Benjamin Peters Reinier Diaz Arbitre vidéo : Ayanna McClean | Arbitrage : Benjamin Peters Reinier Diaz Arbitre vidéo : Ayanna McClean |

#### Cinquième et sixième place
| 10 août 2019 | Trinité-et-Tobago           | 2 - 1   | Cuba         |                                                                      |                                                                      |
| 11h45        | James 10e · Te. Marcano 17e | (2 - 1) | 22e Calderon | Arbitrage : Tyler Klenk Benjamin Peters Arbitre vidéo : Amber Church | Arbitrage : Tyler Klenk Benjamin Peters Arbitre vidéo : Amber Church |
| 11h45        | Rapport                     |         |              | Arbitrage : Tyler Klenk Benjamin Peters Arbitre vidéo : Amber Church | Arbitrage : Tyler Klenk Benjamin Peters Arbitre vidéo : Amber Church |

#### Troisième et quatrième place
| 10 août 2019 | États-Unis                    | 2 - 1   | Chili         |                                                                     |                                                                     |
| 15h00        | Huisman 2e · A. Kaeppeler 38e | (1 - 0) | 50e Fel. Renz | Arbitrage : Federico Silva Tyler Klenk Arbitre vidéo : Deepak Joshi | Arbitrage : Federico Silva Tyler Klenk Arbitre vidéo : Deepak Joshi |
| 15h00        | Rapport                       |         |               | Arbitrage : Federico Silva Tyler Klenk Arbitre vidéo : Deepak Joshi | Arbitrage : Federico Silva Tyler Klenk Arbitre vidéo : Deepak Joshi |

#### Finale
| 10 août 2019 | Argentine                                                                  | 5 - 2   | Canada                    |                                                                      |                                                                      |
| 17h15        | Leandro Tolini 17e, 19e · Martín Ferreiro 27e · Casella 40e · Martínez 53e | (3 - 1) | 16e Tupper · 60e Johnston | Arbitrage : Peter Wright Gus Soteriades Arbitre vidéo : Deepak Joshi | Arbitrage : Peter Wright Gus Soteriades Arbitre vidéo : Deepak Joshi |
| 17h15        | Rapport                                                                    |         |                           | Arbitrage : Peter Wright Gus Soteriades Arbitre vidéo : Deepak Joshi | Arbitrage : Peter Wright Gus Soteriades Arbitre vidéo : Deepak Joshi |

## Statistiques

### Classement final
| Rang               | Équipe            | Pts | J | V | N | P | BP | BC | Diff |
| ------------------ | ----------------- | --- | - | - | - | - | -- | -- | ---- |
| Médaille d'or      | Argentine         | 18  | 6 | 6 | 0 | 0 | 44 | 4  | +40  |
| Médaille d'argent  | Canada            | 15  | 6 | 5 | 0 | 1 | 33 | 10 | +23  |
| Médaille de bronze | États-Unis        | 12  | 6 | 4 | 0 | 2 | 28 | 12 | +16  |
| 4                  | Chili             | 9   | 6 | 3 | 0 | 3 | 12 | 10 | +2   |
| 5                  | Trinité-et-Tobago | 6   | 6 | 2 | 0 | 4 | 8  | 17 | -9   |
| 6                  | Cuba              | 6   | 6 | 2 | 0 | 4 | 12 | 22 | -10  |
| 7                  | Mexique           | 6   | 6 | 2 | 0 | 4 | 16 | 17 | -1   |
| 8                  | Pérou             | 0   | 6 | 0 | 0 | 6 | 4  | 65 | -61  |

 Qualifié pour les Jeux olympiques d'été de 2020

### Buteurs
157 buts ont été inscrits en 24 rencontres soit une moyenne de 6.54 buts par match.